# Xysticus nubilus
Xysticus nubilus är en spindelart som beskrevs av Simon 1875. Xysticus nubilus ingår i släktet Xysticus och familjen krabbspindlar. Inga underarter finns listade i Catalogue of Life.